# Winfred Omwakwe
Winfred Adah Omwakwe (Nairobi, 1º gennaio 1981) è una modella keniota, vincitrice del concorso Miss Terra 2002.
Ex Miss Kenya, Winfred Omwakwe è stata la prima donna di colore a vincere il titolo di Miss Terra. Inizialmente Winfred Omwakwe si era classificata seconda durante la serata della finale svoltasi a Quezon nelle Filippine il 29 ottobre 2002. Il titolo di Miss terra le è stato ufficialmente consegnato quando la vincitrice Džejla Glavović proveniente dalla Bosnia ed Erzegovina è stata rimossa dal titolo. La Glavović è stata infatti detronizzata per non aver onorato i propri impegni da detentrice del titolo.
Winfred Omwakwe è stata formalmente incoronata Miss Terra 2002 il 7 agosto 2003 presso i Carousel Gardens a Mandaluyong nelle Filippine.